# Christian Viet
Christian Viet (27 marzo 1999) è un calciatore tedesco, centrocampista del Duisburg.

## Carriera
Viet è cresciuto nel settore giovanile del St. Pauli, con cui ha debuttato il 5 giugno 2020 nell'incontro di 2. Bundesliga perso 2-0 contro il Bochum. Il 2 luglio seguente ha firmato il suo primo contratto professionistico.
Il 31 agosto 2021 è stato ceduto in prestito al Borussia Dortmund, che lo ha assegnato alla propria seconda squadra dove ha trascorso una stagione da titolare in 3. Liga.
Il 15 giugno 2022 ha lasciato definitivamente il club granata per passare allo Jahn Ratisbona.

## Statistiche

### Presenze e reti nei club
Statistiche aggiornate al 26 dicembre 2024.
| Stagione               | Squadra                | Campionato             | Campionato | Campionato | Coppe nazionali | Coppe nazionali | Coppe nazionali | Coppe continentali | Coppe continentali | Coppe continentali | Altre coppe | Altre coppe | Altre coppe | Totale | Totale | Totale |
| Stagione               | Squadra                | Comp                   | Pres       | Reti       | Comp            | Pres            | Reti            | Comp               | Pres               | Reti               | Comp        | Pres        | Reti        | Pres   | Reti   |        |
| ---------------------- | ---------------------- | ---------------------- | ---------- | ---------- | --------------- | --------------- | --------------- | ------------------ | ------------------ | ------------------ | ----------- | ----------- | ----------- | ------ | ------ | ------ |
| 2017-2018              | St. Pauli II           | RL                     | 17         | 1          | -               | -               | -               | -                  | -                  | -                  | -           | -           | -           | 17     | 1      |        |
| 2018-2019              | St. Pauli II           | RL                     | 21         | 0          | -               | -               | -               | -                  | -                  | -                  | -           | -           | -           | 21     | 0      |        |
| 2019-2020              | St. Pauli II           | RL                     | 18         | 2          | -               | -               | -               | -                  | -                  | -                  | -           | -           | -           | 18     | 2      |        |
| 2020-2021              | St. Pauli II           | RL                     | 4          | 1          | -               | -               | -               | -                  | -                  | -                  | -           | -           | -           | 4      | 1      |        |
| Totale St. Pauli II    | Totale St. Pauli II    | Totale St. Pauli II    | 43         | 3          |                 | -               | -               |                    | -                  | -                  |             | -           | -           | 43     | 3      |        |
| 2019-2020              | St. Pauli              | 2L                     | 4          | 0          | CG              | 0               | 0               | -                  | -                  | -                  | -           | -           | -           | 4      | 0      |        |
| 2020-2021              | St. Pauli              | 2L                     | 3          | 0          | CG              | 0               | 0               | -                  | -                  | -                  | -           | -           | -           | 3      | 0      |        |
| ago. 2021              | St. Pauli              | 2L                     | 3          | 0          | CG              | 0               | 0               | -                  | -                  | -                  | -           | -           | -           | 3      | 0      |        |
| Totale St. Pauli       | Totale St. Pauli       | Totale St. Pauli       | 10         | 0          |                 | 0               | 0               |                    | -                  | -                  |             | -           | -           | 10     | 0      |        |
| 2021-2022              | Borussia Dortmund II   | 3L                     | 30         | 0          | -               | -               | -               | -                  | -                  | -                  | -           | -           | -           | 30     | 0      |        |
| 2022-2023              | Jahn Ratisbona         | 2L                     | 22         | 0          | CG              | 1               | 0               | -                  | -                  | -                  | -           | -           | -           | 23     | 0      |        |
| 2023-2024              | Jahn Ratisbona         | 3L                     | 35+2       | 10+0       | CG              | 1               | 0               | -                  | -                  | -                  | -           | -           | -           | 38     | 10     |        |
| 2024-2025              | Jahn Ratisbona         | 2L                     | 17         | 1          | CG              | 2               | 0               | -                  | -                  | -                  | -           | -           | -           | 19     | 1      |        |
| Totale Jahn Regensburg | Totale Jahn Regensburg | Totale Jahn Regensburg | 76         | 11         |                 | 4               | 0               |                    | -                  | -                  |             | -           | -           | 80     | 11     |        |
| Totale carriera        | Totale carriera        | Totale carriera        | 159        | 14         |                 | 4               | 0               |                    | -                  | -                  |             | -           | -           | 163    | 14     |        |